# Nicole Bouteau
 (mai 2020).
Si vous disposez d'ouvrages ou d'articles de référence ou si vous connaissez des sites web de qualité traitant du thème abordé ici, merci de compléter l'article en donnant les références utiles à sa vérifiabilité et en les liant à la section « Notes et références ».
Nicole Moea Bouteau (née le 20 janvier 1969 au Raincy) est une femme politique de la Polynésie française.

## Biographie
Ancienne ministre du gouvernement de la Polynésie française, elle quitte le gouvernement de Gaston Flosse en 2002, pour fonder l'année suivante le No oe e te nunaa, une formation centriste, alliée un premier temps à l'Union pour la démocratie, désormais proche du Mouvement démocrate qui la soutient. Lors de l'élection des représentants à l'Assemblée de la Polynésie française de 2013, elle est élue avec le soutien d'A Ti'a Porinetia, puis elle devient en 2016 la secrétaire générale du Tapura Huiraatira, et devient Ministre du Tourisme, des transports internationaux, chargée des relations avec les institutions dans le gouvernement d'Édouard Fritch, de janvier 2017 à mai 2018.
Elle fait partie de la liste du MoDem aux européennes de juin 2009, en tant que chef de la section Pacifique de la circonscription Outre-mer.
Elle fait partie du groupe des Non-inscrits à l'Assemblée de la Polynésie française (circonscription des Îles du Vent). C'est la première polynésienne à avoir fondé un parti politique.
Elle détient une maîtrise du droit des affaires (Université du Pacifique Sud). Son engagement politique viendrait de son oncle Toutara Salmon, membre fondateur du Tahoeraa huiraatira, maire de Taiarapu-Est. Repérée par Gaston Flosse en 1995, elle participe à la création de « Jeunes Orange » (l'orange est la couleur du parti de Flosse). Elle devient ministre du tourisme, pour la première fois, à 32 ans, en mars 2001. Mais elle sera la première personnalité politique de sa génération à s'opposer à Gaston Flosse, dès 2002, et fonde l'année suivante son propre parti politique No Oe E Te Nunaa, proche du Fetia Api de Boris Leontieff, puis de Philip Schyle.
Signant un protocole d'accord, en 2004 pendant 3 mois, avec l'Union pour la démocratie (UPLD), elle contribue à la victoire d'Oscar Temaru. Refusant la bipolarisation, elle a cherché une troisième voie et soutient « une autonomie apaisée, intègre, raisonnable dans ses choix et ses politiques de développement et qui conservera un lien fort avec la France ». Rapidement soutenue de la métropole par l'Union pour la démocratie française (UDF) puis par le Mouvement démocrate, elle devient en 2013 cofondatrice de A Tia Porinetia, puis en 2016 du Tapura Huiraatira.
Elle s'illustre comme adjointe au maire de la commune de Papeete chargée du Tourisme de 2008 à 2014, puis comme présidente de la Commission Tourisme de l'Assemblée de la Polynésie française de 2013 à 2017, avant d'être rappelée à occuper les fonctions de Ministre du Tourisme en janvier 2017.
Elle est nommée ministre du Tourisme et du Travail, chargée des Relations avec les institutions dans le Gouvernement Fritch 2018.
À la suite d'une crise politique interne au gouvernement, elle présente sa démission en novembre 2021, et retourne siéger à l'Assemblée de la Polynésie française.

## Vie associative
- 1991 : secrétaire de l'Association des étudiants de Polynésie française.
- Depuis 1993 : vice-présidente de l'Association artisanale « Na poro e maha no Tahiti ».
- 1995 à 1996 : membre du comité des artisans « Tahiti I te Rima Rau ».
- 1996-1997 : membre du bureau du CESC Conseil économique, social et culturel
- Depuis 2004 : membre de l'association 2D Attitude
- 2009-2013 : membre du CA de l'ACCDOM Association des communes et collectivités d'Outre-Mer
- 2013-2014 : vice-Présidente de l'ACCDOM

## Carrière politique
- 1995-2001 : secrétaire générale de la fédération Jeun'Orange (fédération des Jeunes du Tahoeraa huiraatira).
- 1997-2001 : conseillère technique chargée du développement de la Croisière auprès de la Présidence du gouvernement.
- 2001-2002 : présidente de la fédération Jeun'Orange.
- 2001 : Ministre du Tourisme et de l'Artisanat traditionnel
- 2001-2002 : Ministre du Tourisme, de l'Environnement et de la Condition féminine
- 2002-2004 : Représentante à l'Assemblée de Polynésie française (non inscrit)
- 2003 : Fondatrice du parti politique No Oe E Te Nunaa
- 2004-2006 : Représentante à l'Assemblée de Polynésie française (non inscrit)
- 2008-2014 : Adjoint au maire de la Commune de Papeete
- 2013 : Cofondatrice du parti politique A Ti'a Porinetia
- 2013-2016 : Représentante à l'Assemblée de Polynésie française (ATP)
- 2014 : Conseillère municipale de la Commune de Papeete
- 2016-2017 : Représentante à l'Assemblée de Polynésie française (RMA)
- 2016 : Cofondatrice du parti politique Tapura Huiraatira
- 2017-2018 : Ministre du Tourisme, des Transports internationaux, chargée des Relations avec les institutions
- 2018-2021 : Ministre du Tourisme, du Travail, chargée des transports internationaux et des relations avec les institutions